# يقظة فينيغان
جنازة فينيغان أو بعث آل فينيغان (بالإنجليزية: Finnegans Wake )‏، عمل روائي للكاتب الأيرلندي جيمس جويس. تُعتبر هذه الرواية من الروايات الأكثر تعقيدًا نظرًا لأسلوب كتابتها التجريبي ونقدها الإيجابي باعتبارها واحدة من أصعب الأعمال الروائية في اللغة الإنجليزية. وتُعتبر هذه الرواية، التي كُتِبَت في باريس على مدار سبعة عشر عامًا ونُشِرَت عام 1939 (قبل عامين من وفاة المؤلف)، آخر أعمال جويس. تتميّز الرواية بلغة ومعانٍ غامضة إلى حد كبير، إذ تمزج بين الكلمات المعجمية الإنجليزية القياسية والكلمات المُستحدثة والجناس وتعابير لغوية متعددة مُحدِثةّ تأثيرًا فريدًا من نوعه. يعتقد العديد من النقاد أن استخدام جويس لهذه التقنية كان بمثابة محاولة منه لاستعادة تجربة النوم والأحلام. نظرًا للتجارب اللغوية في العمل واستخدام جويس لتقنيات مثل سيل الوعي والإشارات الضمنية والتداعي الحُرّ وتخلّيه عن أسلوب السرد القصصي، تُعتبر هذه الرواية من أقل الروايات قراءةً بين الجمهور.
على الرغم من الصعوبات التي واجهها القُرّاء والنقاد، إلا أنهم توصّلوا نهايةّ إلى إجماع واسع حول مجموعة الشخصيات الرئيسية في الرواية، وبدرجة أقل، إلى حبكتها، لكن التفاصيل الرئيسية بقيت مراوغة. تناقش هذه الرواية، بطريقة غير تقليدية، عائلة إيرويكر، والتي تتألف من الأب «إتش سي إي» والأم «إيه إل بي» وأطفالهما الثلاثة «شيم» وهو كاتب، و«شون» ساعي البريد، و«إيسي». في أعقاب شائعة غير واضحة حول الأب، يصف الكتاب بأسلوب السرد غير الخطي (أو السرد المفكك)، كيف تتبّع الأب محاولات زوجته لتبرئته عن طريق كتابة رسالة، إلى جانب محاولات أبنائه لاستبداله والتخلص منه، وبلوغ شون الابن الشهرة، وأخيرًا مونولوج الأم عند بزوغ الفجر. إن السطر الافتتاحي للكتاب هو جزء من جملة تستمر حتى السطر الأخير غير المكتمل من الكتاب، ما يجعل العمل يأخذ شكل الاستدعاء الذاتي (أو ما يُدعى بالتكرارية أو الارتدادية). يربط العديد من علماء جويسان المشهورين –أمثال صمويل بيكيت ودونالد فيليب فيرين– هذه البُنية الدورية أو المتكررة بالنص الأساسي للفيلسوف جيامباتيستا فيكو تحت عنوان «لا شينزا نوفا – العلوم الجديدة»، وهو الكتاب الذي يناقشون من خلاله بُنية رواية جويس.
بدأ جويس العمل على رواية جنازة فينيغان بعد فترة وجيزة من نشر روايته عوليس عام 1922. بحلول عام 1924، بدأت أعمال جويس الطليعية الجديدة بالظهور على شكل متسلسل في المجلتين الأدبيتين الباريسيتين «ذا ترانزالانتيك ريفيو» و«ترانزشن (إس آي سي)»، تحت عنوان «شذرات من عمل قيد التحضير» (بالإنجليزية: Fragments from work in progress). بَقيَ العنوان الحقيقي للعمل سرًا حتى نشر الكتاب بالكامل في 4 مايو 1939. كان رد الفعل الأولي على الرواية، في شكليها التسلسلي والنهائي، سلبيًا إلى حد كبير، بدءًا من حيرة النقاد في إعادة صياغة جذرية للغة الإنجليزية إلى غضبهم تجاه عدم خضوعها لأساليب هذا النوع الأدبي.
منذ ذلك الحين، أصبح هذا العمل يحتل مكانة بارزة في الأدب الإنجليزي، على الرغم من تعدد آراء النقاد حوله. أشاد أنتوني بورجس بهذا العمل باعتباره «رؤية هزلية رائعة، إذ أنه من أحد الكتب القليلة في العالم التي يمكن أن تجعلنا نضحك بصوت عالٍ في كل صفحة تقريبًا». وصف العمل أيضًا الأكاديمي الأدبي الشهير هارولد بلوم بأنه تحفة أعمال جويس، وفي كتابه «ذا ويسترن كانون» عام 1994، كتب أنه «في حال عادت الميزة الجمالية مرة أخرى لتتوسط المرجعية الأدبية الغربية، فإن رواية يقظة فينيغان ستُحدث الفوضى لدينا مثلما الأمر عند قراءة أعمال كل من شكسبير ودانتي». وقد تمت استعارة مصطلح الكوارك الشائع الآن -وهو جسيم دون الذري- من رواية جنازة فينيغان.

## روابط خارجية
- يقظة فينيغان على موقع الموسوعة البريطانية (الإنجليزية)